# Dusona rufiventris
Dusona rufiventris är en stekelart som först beskrevs av Tosquinet 1903.  Dusona rufiventris ingår i släktet Dusona och familjen brokparasitsteklar. Inga underarter finns listade i Catalogue of Life.